# Charles Pahud de Mortanges
Charles Ferdinand Pahud de Mortanges (La Haya, 13 de mayo de 1896-La Haya, 7 de abril de 1971) fue un jinete neerlandés que compitió en la modalidad de concurso completo.
Participó en cuatro Juegos Olímpicos de Verano entre los años 1924 y 1936, obteniendo un total de cinco medallas: oro en París 1924, dos oros en Ámsterdam 1928 y oro y plata en Los Ángeles 1932.

## Palmarés internacional
| Juegos Olímpicos | Juegos Olímpicos             | Juegos Olímpicos | Juegos Olímpicos |
| Año              | Lugar                        | Medalla          | Categoría        |
| ---------------- | ---------------------------- | ---------------- | ---------------- |
| 1924             | París (Francia)              | Medalla de oro   | Por equipos      |
| 1928             | Ámsterdam (Países Bajos)     | Medalla de oro   | Individual       |
| 1928             | Ámsterdam (Países Bajos)     | Medalla de oro   | Por equipos      |
| 1932             | Los Ángeles (Estados Unidos) | Medalla de oro   | Individual       |
| 1932             | Los Ángeles (Estados Unidos) | Medalla de plata | Por equipos      |